# Poślizg żółtaczek
Poślizg żółtaczek (Hydrometra gracilenta) – gatunek nawodnych pluskwiaków różnoskrzydłych z rodziny poślizgowatych i podrodziny Hydrometrinae.

## Taksonomia
Gatunek opisał Géza Horváth w 1899 roku.

## Opis
Ciało samców osiąga od 6,7 do 7,6 mm, a samic od 7,8 do 9,1 mm długości. Samce ciemnobrunatne, prawie czarne, z jaśniejszymi szczytem i nasadą głowy, przedpleczem, bokami tułowia i końcówką odwłoka. Samice jaśniejsze, rdzawożółte z ciemnymi bokami tergitów odwłoka, żyłkami półpokryw i spodem ciała. Wierzchołkowa część głowy przed oczami mniej niż dwukrotnie dłuższa od odcinka między oczami a nasadą głowy. Nadustek w widoku górnym trójkątny, na wierzchołku wąsko. zaokrąglony. Tylne odnóża u samców sięgają do połowy VII, a u samic do połowy VI sternitu odwłoka. Występuje forma długo- i krótkoskrzydła. U tej drugiej półpokrywy sięgają do ⅔ długości VII tergitu odwłoka.

## Biologia i ekologia
Silniej niż poślizg wysmukły związany ze stojącymi zbiornikami wodnymi, zwłaszcza drobnymi i silnie porośniętymi. Zimują imagines. Możliwe jest wyprowadzanie dwóch pokoleń w ciągu roku. W Polsce larwy występują jeszcze we wrześniu.

## Rozprzestrzenienie
Gatunek zamieszkuje Palearktykę. Na wschód sięga do Ałtaju, a na południe po Pamir. W Europie wykazany został z Austrii, Białorusi, Belgii, Bułgarii, Czech, Danii, Estonii, Finlandii, Francji, Grecji, Holandii, Litwy, Luksemburgu, Łotwy, Mołdawii, Niemiec, Norwegii, obwodu królewieckiego, Polski, Rosji, Słowacji, Szwecji, Szwajcarii, Ukrainy, Węgier, Wielkiej Brytanii i Włoch.